# Илова (река)
И́лова (хорв. Ilova) — река в Хорватии, левый приток Лоньи. Длина реки — 85 км, площадь бассейна — 1600 км². Река принадлежит бассейну Дуная и Чёрного моря.
Река протекает по историческому региону Мославина. На Илове расположены города Грубишно-Полье, Гарешница и несколько посёлков. в 5 км от реки находится город Кутина.
Илова начинается в восточной части холмистой гряды Билогора примерно в 20 км к западу от города Слатина. Река быстро увеличивается, питаемая многочисленными ручьями текущими с Билогоры и Мославинских холмов. Илова впадает в Лонью южнее Кутины. В нижнем течении Илова протекает по территории природного парка Лоньско поле, последние километры перед устьем течёт почти параллельно и в непосредственной близости от другого притока Лоньи — Пакры.
На Илове и её притоках было проведено большое количество гидрологических работ, значительная часть окрестных болот осушена или превращена в рыбоводческие пруды. Старейшее в Хорватии рыбоводческое хозяйство (основано в 1900 году) располагается на прудах на Илове к северу от посёлка Кончаница. На берегах реки расположено несколько дубовых лесов.
Илова играет большую роль в снабжении населения Мославины водой. Кроме того, вода реки в нижнем течении используется для водоснабжения нефтехимического комбината в Кутине.